# Roswitha Haftmann

Roswitha Haftmann in ihrer Galerie Modern Art vor einem Bild von Max G. Kaminski, Foto: Comet Photo AG, ETH-Bibliothek, Zürich 1980

Roswitha Haftmann (geb. Hoffmann, verh. Viollet, * 11. Januar 1924 in St. Gallen; † 29. Januar 1998 in Zürich) war eine Schweizer Galeristin, Kunsthändlerin sowie Gründerin und Finanzgeberin der Roswitha Haftmann Stiftung, die den Roswitha Haftmann-Preis als höchstdotierten europäischen Preis für bildende Künstler vergibt.

## Biografie
Roswitha Hoffmann verbrachte Kindheit und Schulzeit in St. Gallen. Ihre Eltern waren der Kinderarzt Walther Hoffmann und die Kinderpflegerin Gertrud Bopp. Sie hatte zwei Brüder (Thilo, Ekkehard) und eine Schwester (Lukretia). Nach der Matura studierte sie an der ETH Zürich zunächst Sport (Fachlehrerdiplom 1944), anschließend an den Universitäten Zürich und Lausanne Deutsch, Französisch und Englisch (Fachlehrerdiplom 1948). Von 1949 bis 1955 hielt sie sich in den USA auf und arbeitete als Model unter dem Namen Claudette Viollet. 1950 verheiratete sie sich mit Claude Viollet, einem Professor für Französisch an der Militärakademie West Point.
1956 kehrte Roswitha Viollet nach Zürich zurück und arbeitete bis 1959 als Lehrerin. 1960 ließ sie sich scheiden. Durch ihren Bruder Thilo lernte sie in dieser Zeit Arnold Rüdlinger, den damaligen Leiter der Kunsthalle Basel kennen, und hielt sich begeistert in der Basler Kunstszene auf. Es entwickelten sich lebenslange Freundschaften, unter anderem mit dem Kunstsammler Werner Alder, mit dem Maler Georges Mathieu und mit Werner Haftmann. Mathieu schlug ihr vor, nach Paris zu kommen. Dort wurde sie 1960 Direktorin der Galerie Internationale d’Art Contemporain. 1963 warb der Genfer Galerist Jan Krugier die inzwischen erfolgreiche und gut vernetzte Kunsthändlerin für seine Galerie ab. Sie reiste als Direktorin zu Privatsammlern und Museen nach Deutschland und in die USA und vervollkommnete ihr Wissen über die Mechanismen des Kunstbetriebs.
Nach ihrer Heirat mit Werner Haftmann 1967 folgte sie ihrem Mann nach Berlin, wo er im selben Jahr Direktor der Nationalgalerie geworden war. Als Gastgeberin freundete sie sich neben vielen anderen an mit Joannis Avramidis, Alexander Calder, Marc Chagall, David Hockney, Max Ernst, Marino Marini. Sie ließ sich 1970 scheiden und nahm 1971 das Angebot der Londoner Galerie Marlborough an, deren neu eröffnete große Dependance in Zürich zu leiten. Die zusätzlich gewonnenen Kontakte zu Künstlern, Sammlern und Journalisten bewogen Roswitha Haftmann, im November 1973 in Zürich ihre eigene Galerie Modern Art zu eröffnen, eine Galerie in einem Wohn-Appartement. In den darauf folgenden 25 Jahren führte sie 70 Ausstellungen durch. Roswitha Haftmann starb, unheilbar erkrankt, am 29. Januar 1998 durch Freitod. Einen Tag zuvor hatte sie die Urkunde zur Begründung einer Roswitha Haftmann-Stiftung unterzeichnet. Der Hauptteil ihres Vermögens wurde in die Stiftung überführt. Deren Hauptaufgabe ist es seither, den Roswitha Haftmann-Preis, den höchstdotierten europäischen Preis für bildende Künstler, zu vergeben.

## Ausstellungen der Galerie Roswitha Haftmann Modern Art
Einzelausstellungen (Auswahl)
- 1974: Paul Klee
- 1974: Ernst Ludwig Kirchner
- 1974: Arnulf Hoffmann
- 1974: Karl Schmidt-Rottluff
- 1975: Christian Rohlfs
- 1975: Hermann A. Sigg
- 1976: Oskar Kokoschka
- 1977: Giorgio Lorenzi
- 1978: Bukichi Inoue
- 1979: Max G. Kaminski
- 1980: Max Ernst
- 1980: Ernst Ludwig Kirchner
- 1981: Bernard Schultze
- 1982: Oskar Kokoschka
- 1983: Anna Keel
- 1983: Julius Bissier
- 1983: Giuseppe Santomaso
- 1984: Hans Hartung
- 1986: Paul Jenkins
- 1986: Bruno Gasser
- 1986: Oskar Kokoschka
- 1987: George Rickey
- 1987: Anna Keel
- 1987: Eduard Bargheer
- 1988: Günter Grass
- 1989: Samuel Buri
- 1990: Hans Hartung
- 1990: Gerhard Marcks
- 1990: Walter Stöhrer
- 1990: Johannes Dörflnger
- 1991: Anna Keel
- 1992: Bruno Gasser
- 1993: Bernhard Schultze
- 1994: Anna Keel
- 1994: Sigrid Kopfermann
- 1995: Eduard Bargheer
- 1995: Hans Schweizer
- 1995: Walter Stöhrer
- 1996: Sigrid Kopfermann
- 1997: Heiko Herrmann/Gerhard Sauter
- 1998: Iris von Roten

Gruppenausstellungen (Auswahl)
- 1973 Eröffnung
- 1976 Accrochage
- 1979 Neuerwerbungen
- 1981 Accrochage
- 1987 Open House
- 1991 Ausgewählte Werke
- 1994 Ausgewählte Werke
- 1996 Künstler der Galerie
- 1996 Ausgewählte Werke